# 가이 겐타로
가이 겐타로(일본어: 甲斐 健太郎, 1994년 11월 1일 ~ )는 일본의 축구 선수이다.

## 구단 경력
그는 2016년부터 J리그의 FC 기후, 가이나레 돗토리, 이와테 그루자 모리오카에서 뛰었다.